# Lannilis
Lannilis is een gemeente in het Franse departement Finistère, in de regio Bretagne. De plaats maakt deel uit van het arrondissement Brest. Lannilis telde op 1 januari 2022 5.712 inwoners.
In en rond Lannilis wordt sinds 1984 jaarlijks een eendagswielerwedstrijd, de Tro Bro Léon gereden.

## Geografie
De oppervlakte van Lannilis bedroeg op 1 januari 2022 23,52 vierkante kilometer; de bevolkingsdichtheid was toen 242,9 inwoners per km².

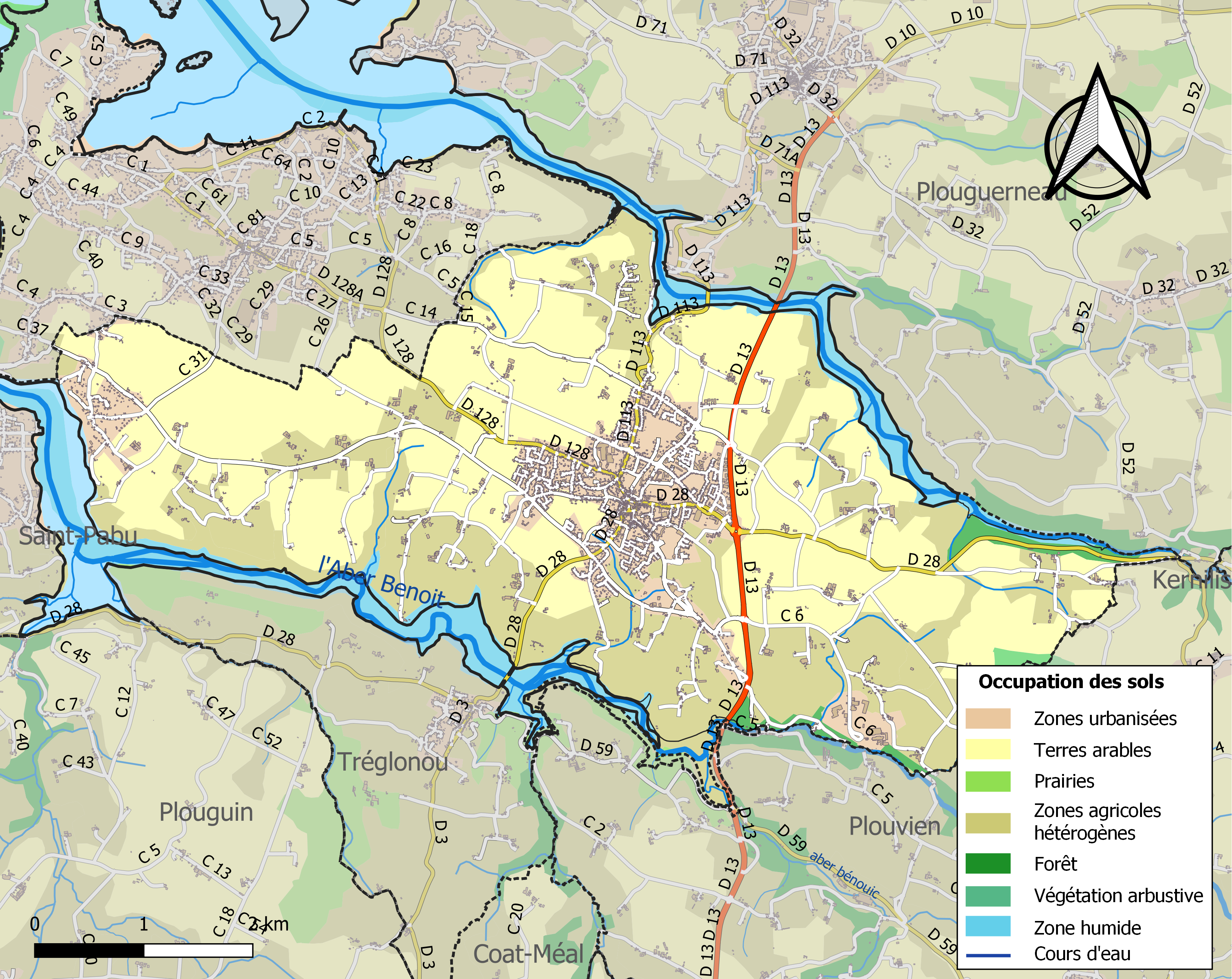
Kaart van de gemeente met belangrijkste infrastructuur, bodemgebruik en omliggende gemeenten

## Demografie
Onderstaande figuur toont het verloop van het inwonertal (bron: INSEE-tellingen).